# Christine Béchard
Christine Béchard (ur. 27 lutego 1963) – maurytyjska lekkoatletka, olimpijka.

## Kariera
Wystąpiła na Letnich Igrzyskach Olimpijskich 1984 w rzucie dyskiem. Zajęła 17. miejsce z rezultatem 37,94 m – był to najsłabszy wynik zawodów. Jest pierwszą kobietą z Mauritiusu, która wystartowała na igrzyskach olimpijskich.
W 1982 roku wystartowała na igrzyskach Wspólnoty Narodów, zajmując 10. pozycję w rzucie oszczepem (31,68 m) i 12. lokatę w rzucie dyskiem (37,74 m) – również były to najsłabsze wyniki wśród sklasyfikowanych zawodniczek. Zgłoszona była również do skoku wzwyż, jednak nie pojawiła się na starcie tej konkurencji.
Béchard zdobyła 3 złote medale podczas Igrzysk Wysp Oceanu Indyjskiego 1985, zwyciężając w rzucie dyskiem (39,74 m), skoku wzwyż (169 cm) i siedmioboju (5181 punktów). Osiągnęła przynajmniej dziewięć tytułów mistrzyni kraju. Zdobyła złote medale w biegu na 100 m przez płotki (1983), rzucie dyskiem (1982, 1983, 1985), rzucie oszczepem (1982, 1983, 1985) i skoku wzwyż (1983, 1985).
Rekordy życiowe: rzut dyskiem – 43,86 (1985), skok wzwyż – 179 cm (1986). W drugiej z konkurencji była w 2017 roku współrekordzistką Mauritiusu (wraz z Arielle Brette). W 2018 roku była halową rekordzistką kraju w pchnięciu kulą – 13,38 m (1986).